# The Gilded Age
The Gilded Age är en amerikansk historisk dramaserie vars första säsong hade premiär den 25 januari 2022. Första säsongen bestod av nio avsnitt. Serien har även förnyats med en andra säsong bestående av nio avsnitt, som har planerad premiär 2023. Serien är skapad av Julian Fellows som även skrivit seriens manus. Serien sänds på HBO Max.

## Handling
Serien utspelar sig i New York under slutet av 1800-talet, och kretsar kring några av stadens finaste men mest hänsynslösa familjer.

## Rollista i urval
- Carrie Coon - Bertha Russell
- Morgan Spector - George Russell
- Louisa Jacobson - Marian Brook
- Denée Benton - Peggy Scott
- Taissa Farmiga - Gladys Russell
- Harry Richardson - Larry Russell
- Blake Ritson - Oscar van Rhijn
- Thomas Cocquerel - Tom Raikes
- Simon Jones - Mr. Bannister
- Cynthia Nixon - Ada Brook
- Christine Baranski - Agnes van Rhijn
- Kelli O'Hara - Aurora Fane
- Donna Murphy - Caroline Schermerhorn Astor
- Debra Monk - Mrs. Armstrong
- Kristine Nielsen - Mrs. Bauer
- Douglas Sills - Monsieur Baudin
- Celia Keenan-Bolger - Mrs. Bruce
- Michael Cerveris - Mr. Watson
- Erin Wilhelmi - Adelheid
- Patrick Page - Richard Clay
- Sullivan Jones - T. Thomas Fortune
- Audra McDonald - Dorothy Scott
- Jeanne Tripplehorn - Sylvia Chamberlain
- Ashlie Atkinson - Mamie Fish
- Nathan Lane - Ward McAllister